# Stöffeln (Adelsgeschlecht)

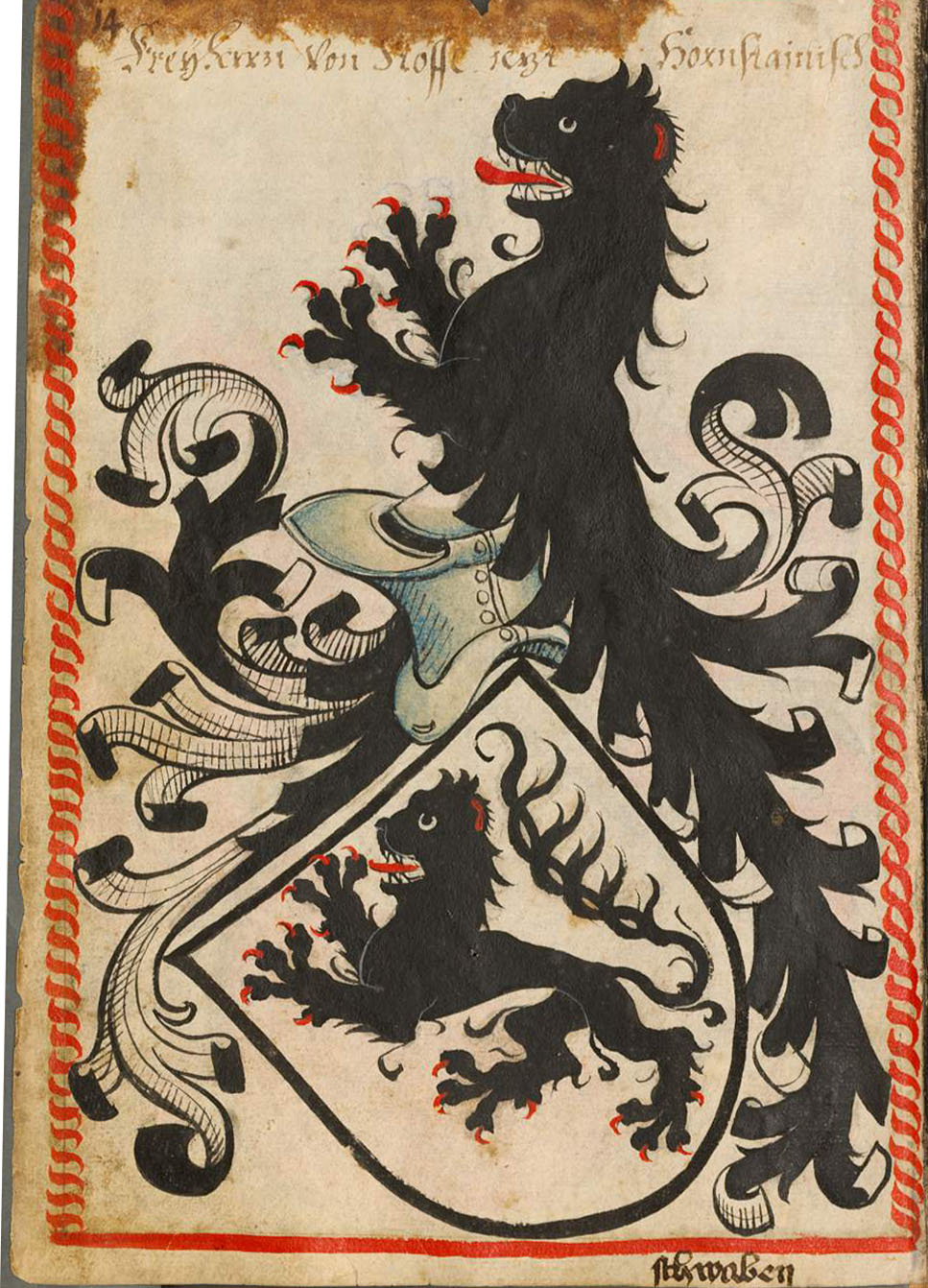
Wappen der Herren von Stöffeln nach dem Wappenbuch von Scheibler

Die Herren von Stöffeln waren ein edelfreies Adelsgeschlecht, erstmals erwähnt um 1100, im Mannesstamm ausgestorben 1515 mit Heinrich Onarg von Stöffeln; ihre Stammburg war die Ruine Stöffeln auf dem Stöffelberg bei Gönningen.

## Geschichte

### Herkunft und Teilung in mehrere Linien
Die Familie von Stöffeln, die Ende des 11. Jahrhunderts erstmals urkundlich belegt worden ist, residierte bis 1300 in Gönningen und bis 1317 in Metzingen. Zur Herkunft der Familie existieren drei Theorien: die erste Theorie (von Paul Friedrich von Stälin) vermutet eine uneheliche Abkunft von den letzten Grafen von Achalm, Kuno und Liutold, wobei der zweite illegitime Sohn Kunos namens Liutold die Burg Stöffeln geerbt haben soll. Die zweite Theorie von Hans Jänichen geht von einer familiären Verbindung der Herren von Metzingen und der Herren von Stöffeln aus, kann sich aber nur wenig auf Urkunden stützen. Die dritte und aktuellste Theorie von Hans Harter vermutet die Umbenennung einer Familie „de Husin“ in die Familie „Stöffeln“. Indizien für diese Hypothese sind die Gleichheit der Vornamen von Mitgliedern beider Familien im 11. Jahrhundert und die geographische Nähe des Hauptbesitzes beider Familie am östlichen Rande des Schwarzwaldes. Diese dritte Theorie wird heute als die Wahrscheinlichste betrachtet.

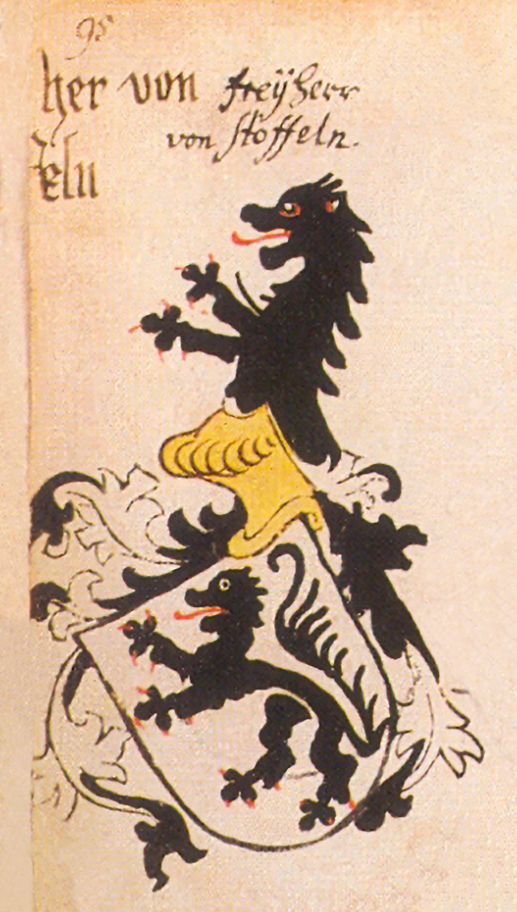
Wappen der Herren von Stöffeln nach dem Ingeram-Codex

### Gönninger Linie
Zwischen diesen frühen Mitgliedern der Familie „Hausen“ bzw. „Stöffeln“ klafft eine Lücke von 80 Jahren, in welchen sich die Stöffeln als Besitzer und Bewohner der Burg Hohenstöffeln bei Gönningen etablierten und 1181 erstmals als solche genannt werden. Der Bau der Burg Hohenstöffeln kann in die Zeit ab 1100 datiert werden und diente der Familie Stöffeln bis zum Verkauf von Burg und Herrschaft an Württemberg im Jahre 1300 als Hauptwohnsitz. Es lassen sich von 1181 bis 1300 fünf Generationen unterscheiden, deren genealogisches Verhältnis nicht immer gesichert ist. In der vierten Generation spaltete sich mit Cunradus de Winberg (genannt 1271–1281) die Weinberger Linie bei Metzingen ab. Die fünfte und letzte Generation auf Burg Stöffeln waren die drei Brüder Cuno, Cunrat und Albreht von Stöffeln, Söhne des Albert von Stöffeln. Diese drei Brüder überließen 1300 Graf Eberhard von Württemberg genannt der Erlauchte Burg Stöffeln und die Stadt Gönningen.

### Abspaltung der Metzinger oder Weinberger Linie
Konrad von Winberg bildete auf der Burg Winberg auf dem Weinberg hart östlich von Metzingen eine separate Linie. 1271 taucht der Namenszusatz „de Winberg“ erstmals auf. Bis 1317 lebten in der Burg auf dem Weinberg vier Generationen der Familie, in welchem Jahr die Burg samt Metzingen ebenfalls in den Besitz des Grafen Eberhard des Erlauchten von Württemberg überging. Nicht weniger als fünf bekannte Personen dieses Familienzweigs wurden Kleriker. Insgesamt lebten auf den Burgen Stöffeln und Weinberg sechs Generationen der Familie.

### Untersielminger oder Bonlander Linie
Ein dritter Zweig der Familie Stöffeln hatte von 1274 bis 1365/1377 Besitz in Untersielmingen. Bereits 1275 wurde zwischen Obersielmingen und Untersielmingen unterschieden. Die nunmehr zusammengewachsenen Dörfer sind heute als Sielmingen ein Stadtteil von Filderstadt. Ab 1270 wird ein Eberhard von Stöffeln in Untersielmingen genannt, ebenso 1274. Die Abstammung dieser Linie von den Stöffeln zu Gönningen ist jedoch bislang unklar. Das benachbarte Bonlanden, heute ebenfalls ein Stadtteil von Filderstadt, gehörte im 14. Jahrhundert ebenfalls den Herren von Stöffeln unter der Lehensoberherrlichkeit der Pfalzgrafen von Tübingen. Die Burg der Herren von Stöffeln, 1334 genannt, stand an der Stelle des Pfarrhauses.

Elisabeth von Stöffeln, 6. Äbtissin des Klosters Heiligkreuztal, † 1312

### Der Dichter Konrad von Stoffeln/Stöffeln
Nach den Untersuchungen von Wolfgang Achnitz lassen sich fünf verschiedene Personen mit dem Namen Konrad von Stoffeln/Stöffeln unterscheiden, die als Dichter des Gauriel von Muntabel in Frage kommen. Eine eindeutige Identifizierung konnte aber Achnitz nicht erreichen: zumindest scheint der Dichter in der Familie Stöffeln von Gönningen und nicht in dem Hegauer Geschlecht der Herren von Stoffeln, gesessen auf der Burg Hohenstoffeln, zu verorten zu sein. Am ehesten von allen vier Personen namens Konrad in der Gönninger Linie könnte der Dichter mit Konrad von Stöffeln (genannt 1287–1300), Bruder des Kuno und Albrecht und Sohn des Albert und der Adelheid von Stöffeln, identifiziert werden.

## Beziehungen zu Adelsfamilien und Klöstern

### Beziehungen zu Adelsfamilien

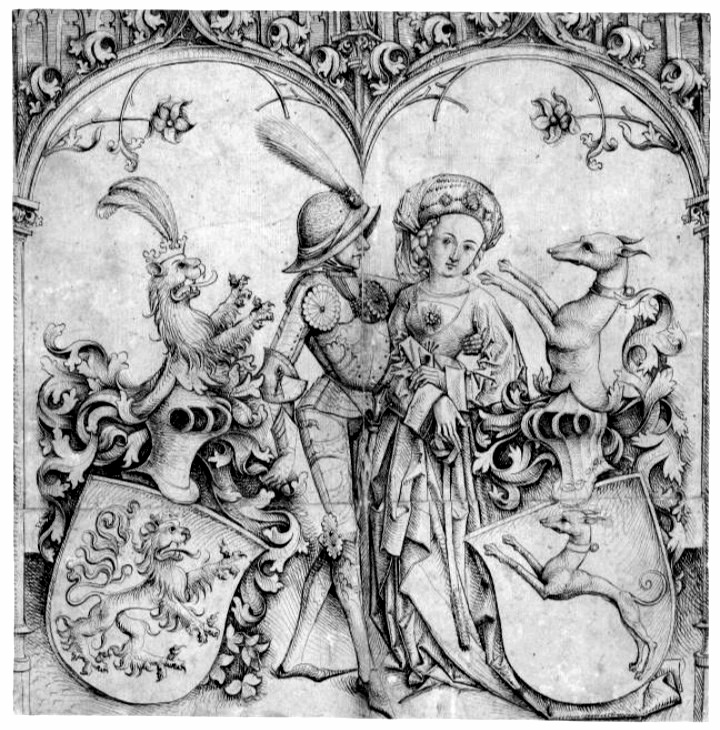
Allianzwappen von Stöffeln und von Hungerstein, mit Ritter und Dame als Schildhalter; um 1480–90

Heiratsbeziehungen (soziales Konnubium) bestanden zu mehreren Familien des schwäbischen (Hoch-)Adels, aber nicht der Ministerialität, was den edelfreien Stand der Familie von Stöffeln verdeutlicht. So heiratete beispielsweise:
1437 Heinrich von Stöffeln, Freiherr zu Justingen, Gräfin Margarethe von Eberstein,
1451 Simon von Stöffeln, Freiherr zu Justingen, Margaretha von Fürstenberg,
1512 Heinrich Onarg von Stöffeln, der letzte Freiherr zu Justingen, Anna Schenkin von Erbach.
Gegen Ende des 15. Jahrhunderts gab es allerdings auch eine eheliche Verbindung mit einer von Hungerstein, und die elsässischen von Hungerstein gehörten wie die von Ostein und die von Ongersheim zum Ministerialadel der Abtei Murbach, die alle zusammen, wie die Abtei, eine Bracke im Wappen führten, allerdings je in anderen Farben.

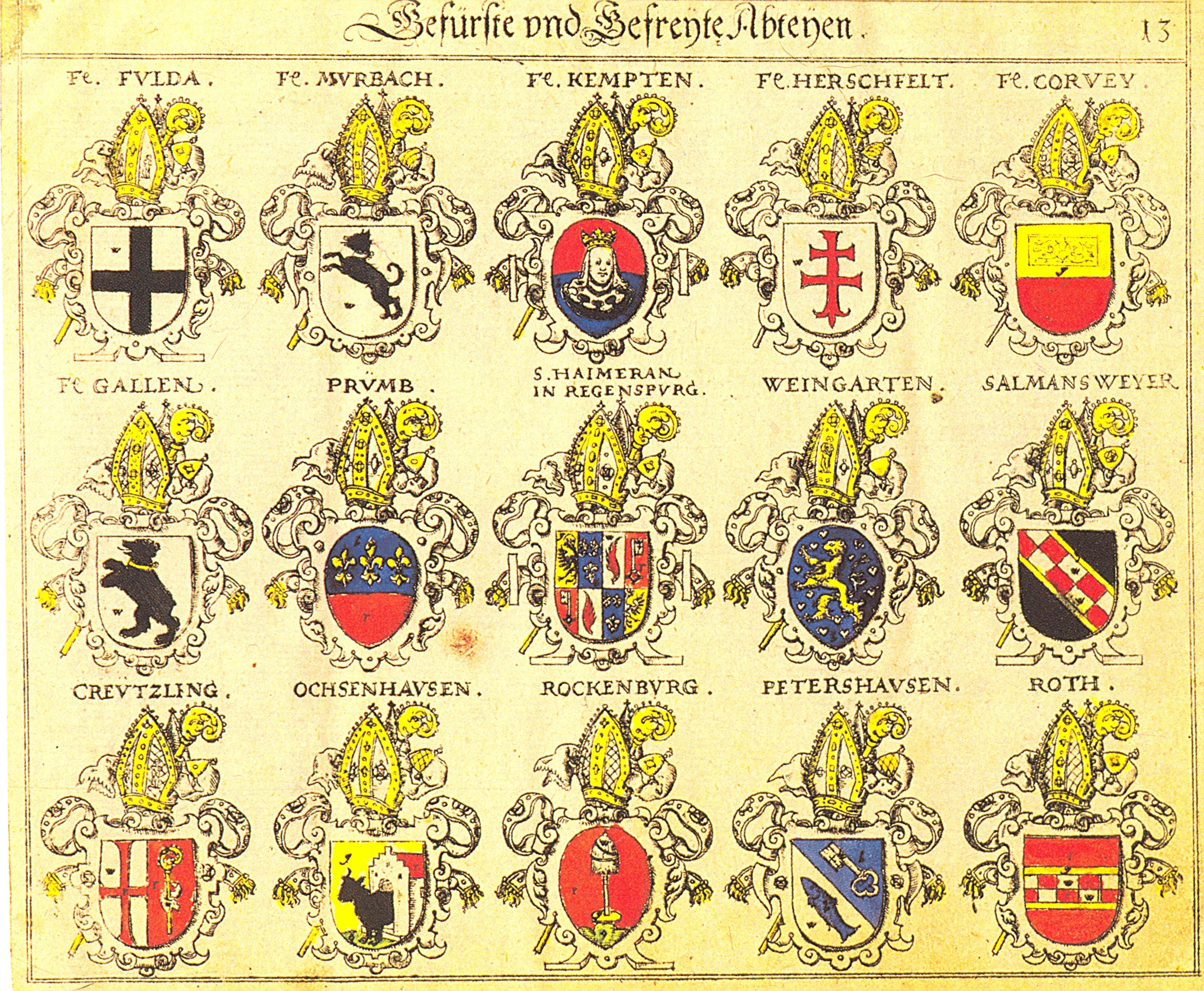
Wappen der Fürstabtei Murbach in Johann Siebmachers Wappenbuch von 1605
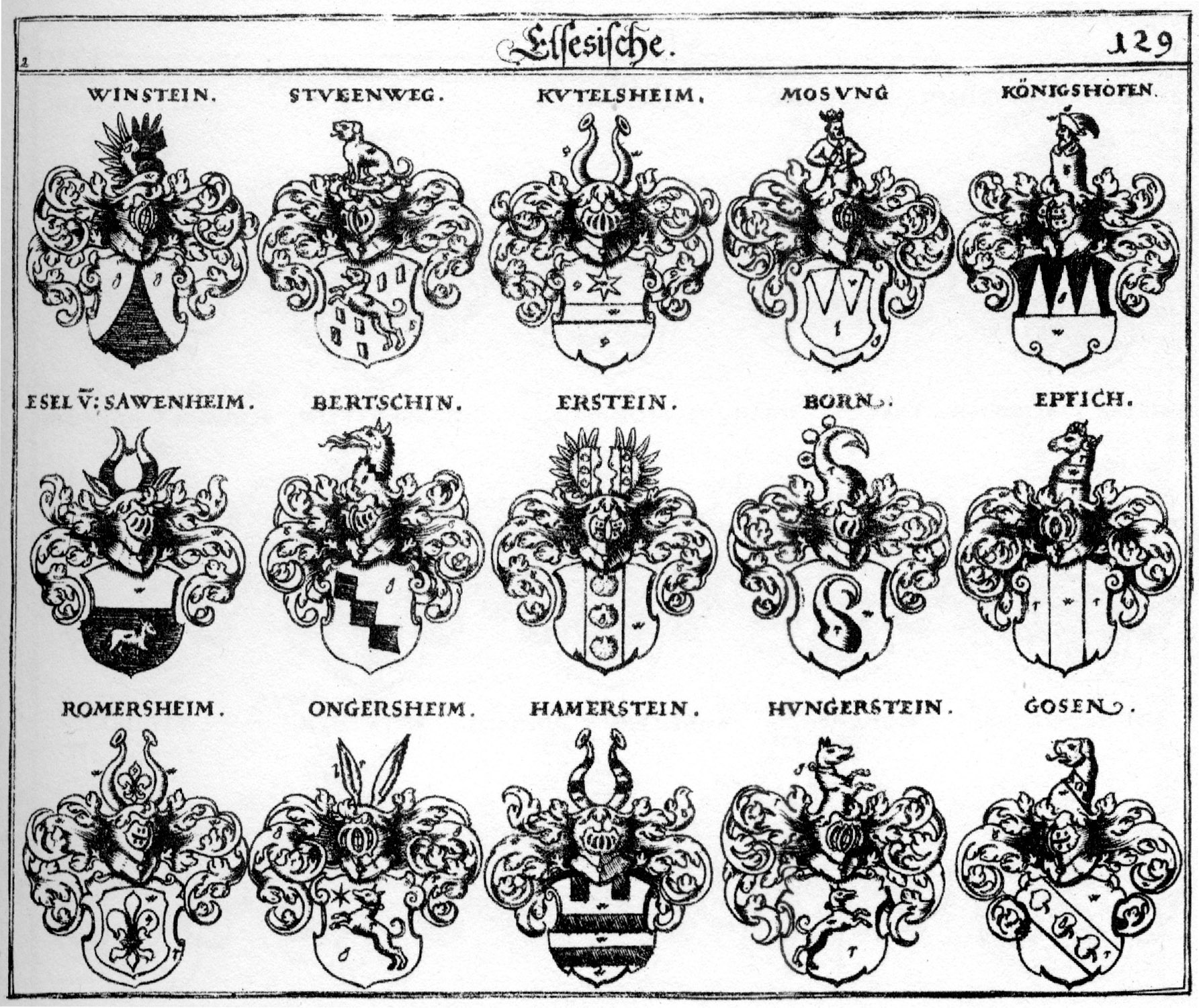
Wappen der zur elsässischen Ritterschaft und Ministerialen der Abtei Murbach gehörigen von Hungerstein und von Ongersheim im Siebmacher, Edition um 1701–1705

### Beziehungen zu Klöstern
Eine der ersten Beziehungen zu Klöstern war vor 1138 der Klostereintritt Hemmas von Stöffeln ins Kloster Zwiefalten.
Ins benachbarte Kloster Urspring trat kein weibliches Mitglied des Justinger Familienzweigs der Stöffeln als Nonne ein, doch stiftete die Familie 1375 eine ewige Messe auf einen Seitenaltar in der dortigen Klosterkirche und begründete damit die Grablege der Familie (siehe unten).
Mindestens drei männliche Mitglieder der Familie Stöffeln traten als Mönche in süddeutsche Klöster ein: Konrad von Stöffeln ist 1246 Mönch in Kloster Reichenau; Heinrich von Stöffeln, Bruder des Kuno, ist von mindestens 1368 bis 1379 Mönch und von 1379 bis 1383 (†) Abt des Klosters; Kuno von Stöffeln, Bruder des Heinrich, war von 1379 bis 1411 (†) Fürstabt in St. Gallen.
Im 14. Jahrhundert wurden drei Mitglieder der Familie Nonnen im Dominikanerinnenkloster Gnadenzell: Adelheid war 1346 und Berchta von Stöffeln 1365 Priorin; Elisabeth (Bethe) von Stöffeln war 1381 Klosterfrau.
Ebenfalls im 14. Jahrhundert traten Guta, Irmeburg, Elisabeth und eine NN von Stöffeln (Tochter des Strub von Stöffeln), vermutlich aus der Linie Bonlanden, als Nonnen in das Dominikanerinnenkloster Weiler bei Esslingen.

## Die Stöffeln zu Justingen
Die Genealogie der Freiherren von Stöffeln zu Justingen ist nicht gesichert, da es zu wenige Quellen gibt.
Anselm VI. von Justingen (* um 1260/65, † nach 24. Juli 1345) setzte den Sohn seiner Schwester Liugard (verheiratet mit einem NN von Stöffeln) Albrecht von Stöffeln wohl schon einige Zeit vor seinem Tode zu seinem Alleinerben ein. Dieser lebte spätestens seit 1340 bei seinem Onkel auf Burg Justingen, wurde aber seit spätestens 1329 zu Rechtsgeschäften zugezogen. Anselm VI. verstarb vermutlich wenig nach dem 24. Juli 1345, über 80 Jahre alt.
Mögliche Söhne des Albrecht von Stöffeln waren die drei Brüder Konrad, Kuno und Heinrich von Stöffeln. Konrad übernahm offenbar Burg und Herrschaft Justingen. Er vermählte sich mit Ursula von Clingen († vor 20. Juli 1375). 1345 wird er erstmals nach seiner Burg „von Justingen“ genannt. 1375 stiftete er die Stöffelsche Kaplanei im Kloster Urspring als zukünftige Begräbnisstätte der Familie. Dabei wird er 1375 als Ritter auf Schloss Justingen bezeichnet. Er verstarb nach 15. Juli 1393. Kuno von Stöffeln wurde vor 1365 Probst des Klosters Sankt Gallen, lebte noch am 20. Juli 1375, starb am 19. Oktober 1411. Heinrich von Stöffeln wurde 1368 erstmals erwähnt, war 1375 Konventuale des Klosters Reichenau, lebte noch am 20. Juli 1375, war von 1379 bis 1383 Abt des Klosters Reichenau, starb 8. November 1383.
Konrad von Stöffeln, welcher das Erbe in Justingen übernahm, hatte mindestens einen Sohn Heinrich, Freiherr zu Justingen: dieser muss vor 1400 geboren worden sein, heiratete vor 2. Oktober 1437 Gräfin Margarethe von Eberstein. Er wird genannt 1414 bei einer Lehensvergabe; 1420 beurkundete er Schulden; 1426/38 war er Hauptmann Ulms und weiterer Städte im Hussitenkrieg; am 3. Januar 1436 war er Rat Friedrichs d. Ä., Herzog von Österreich; 1442 war er Hauptmann der Herrschaft Hohenberg. Heinrich starb vor 1449.
Heinrich hatte mindestens einen Sohn Simon und eine Tochter NN, von welcher kaum etwas bekannt ist. Simon wurde um 1420/30 geboren, heiratete am 6. Dezember 1451 Gräfin Magdalena von Fürstenberg (diese † vor 12. November 1472). Simon siegelte am 2. Oktober 1437 mit seinem Vater Heinrich. Er war 1449 Vormund und Pfleger seiner Schwester NN; 1454 anwesend bei der Grundsteinlegung der Burg Hohenzollern; 1455 verleiht er die Mühle in Springen. Simon verstarb nach 1463 und vor 1469.
Simon hatte mindestens fünf Kinder: Anna, Johannes (Hans), Heinrich, Magdalena, Margaretha und Endlin. Anna von Stoffelsheim war verheiratet mit Philipp von Weinsberg, Reichserbkämmerer († 1506, sein Epitaph im Kloster Schöntal an der Jagst), † 28. Dezember 1509: ihr Grabmal befindet sich ebenfalls in der Klosterkirche Schöntal an der Jagst. Johannes (Hans) führte die Linie auf Burg Justingen weiter. Er wurde nach 1451 geboren, ⚭ um 1575 NN (diese † vor 1501), verstarb in Ulm a. D. 1498 und wurde im Kloster Urspring begraben. Er besaß wohl zusammen mit seinem Bruder Heinrich die Hälfte der Herrschaft Justingen. Johannes wird in Urkunden von 1469, 1472 und 1479 genannt. Im Juni 1475 befand er sich im Lager Kaiser Friedrichs III. beim Entsatz von Neuss. 1494 verkaufte er die Herrschaft Justingen an die Herren von Stotzingen. Heinrich wurde nach 1451 geboren, blieb vielleicht ledig, und † nach 1487 (Urkunde) und vor 1494 (Verkauf der Herrschaft Justingen); er besaß die Hälfte der Herrschaft Justingen. Er wird 1469 und 1479 in Urkunden erwähnt. Zwischen 1474 und 1487 wird er mehrfach im Gefolge Kaiser Friedrichs III. als dessen Rat bezeichnet. 1474/75 befand er sich im Lager Kaiser Friedrichs III. beim Entsatz von Neuss. 1483 wallfahrte er nach Jerusalem, wo er zum Ritter vom Heiligen Grab geschlagen wurde. Magdalena, geboren nach 1451, heiratete Hans Schenk, Herr zu Erbach, und wird 1472 urkundlich erwähnt. Margaretha, geboren nach 1451, heiratete Wilhelm von Neipperg und wird 1472 in einer Urkunde genannt. Endlin, geboren nach 1451, war am 7. November 1469 noch ledig, und wird 1472 urkundlich erwähnt.
Die drei Kinder des Johannes namens Heinrich Onarg, Katharina und Anastasia bildeten die letzte Generation der Familie von Stöffeln. Heinrich Onarg wurde um 1475/85 geboren; er wird 1494 genannt beim Verkauf der Herrschaft Justingen; er war 1511 auf der Hochzeit Herzog Ulrichs I. von Württemberg mit Sabine von Bayern; er heiratete 1512 Anna Schenkin von Erbach, war 1513 und 1514 Obervogt in Nagold, und starb in jungen Jahren mit 30–40 Jahren 1515 als württembergischer Obervogt in Balingen. Er war der letzte männliche Vertreter der Familie von Stöffeln. Seine Witwe lebte vor ihrer zweiten Ehe bei ihrem Schwager Johann Werner von Zimmern; sie heiratete ein zweites Mal in Messkirch 1516 Graf Jörg von Lupfen. Heinrich Onarg hatte eine Tochter NN, geboren nach 1512, welche bei ihrem Vetter Schweickhart von Gundelfingen auferzogen wurde, und Walter von Geroldseck heiratete. Heinrich Onargs Schwester Katharina, geboren um 1475/85, wird lediglich 1494 beim Verkauf der Herrschaft Justingen erwähnt. Auch die zweite Schwester Heinrich Onargs namens Anastasia, geboren um 1475/85, wird 1494 beim Verkauf der Herrschaft Justingen genannt; sie heiratete Graf Joachim von Hohenzollern.
Der Astronom und Mathematiker Johannes Stöffler (* 10. Dezember 1452, † 16. Februar 1531), falls er von einem Freiherrn von Stöffeln auf Burg Justingen abstammen sollte, kann in die Generation der Kinder Simons von Stöffeln eingereiht werden.

### Die Stöffelsche Kaplanei im Kloster Urspring
Konrad von Stöffeln zu Justingen mit Zustimmung seiner beiden Brüder Kuno, Probst des Klosters St. Gallen und Heinrich, Konventuale des Klosters Reichenau stiftete zur Ehre Gottes und seiner verstorbenen Ehefrau Ursula von Clingen 1375 eine ewige Messe oder Kaplanei auf einen Seitenaltar in der Klosterkirche Urspring. Noch 1383 war ein Kaplan vorhanden. Die Kaplanei war unabhängig und bestand bis Ende des 15. Jahrhunderts. Noch zu dieser Zeit präsentierte Simon von Stöffeln einen Kaplan. 1588 wird für die Kaplanei kein eigener Kaplan und kein eigenes Einkommen mehr aufgeführt, die Kaplanei war aber noch nicht mit der Herrschaftskaplanei vereinigt, sondern der Prior und ein Kaplan verwalteten die Pfründe gemeinsam. Wegen ihrer geringen Dotation wurde sie später mit der Herrschaftskaplanei vereinigt.

## Persönlichkeiten
- Hemma von Stöffeln, vor 1138 Nonne im Kloster Zwiefalten[23]
- Konrad von Stöffeln, deutscher Dichter des Heldengedichts Der Ritter mit dem Bock: „Gauriel von Muntabel“ aus dem 13. Jahrhundert[24]
- Konrad von Stöffeln, 1246 Mönch im Kloster Reichenau[25]
- Elisabeth von Stöffeln, 1274 Nonne im Dominikanerinnenkloster Offenhausen[26]
- Elisabeth von Stöffeln, 1312–1313 Äbtissin des Klosters Heiligkreuztal[27]
- Katharina von Stöffeln, 1303–1329 Fürstäbtissin des Damenstifts Buchau; möglicherweise handelt es sich hierbei aber um eine Legende[28]
- Anna von Weinburg (* vor 1303; † 1353), Fürstäbtissin des Damenstifts Buchau[29]
- Guta, Irmeburg, Elisabeth und NN von Stöffeln von der Linie Bonlanden waren im 14. Jh. Nonnen im Dominikanerinnenkloster Weiler bei Esslingen[30]
- Adelheid von Stöffeln, 1346 Priorin im Dominikanerinnenkloster Offenhausen[31]
- Berchta von Stöffeln, 1365 Priorin im Dominikanerinnenkloster Offenhausen[32]
- Heinrich von Stöffeln, Bruder des Kuno, 1368 erstmals erwähnt, von 1379 bis 1383 Abt des Klosters Reichenau († 8. November 1383 in Reichenau).[33] Heinrich machte 1483 zusammen mit Johannes d. Ä. von Zimmern eine Wallfahrt nach Palästina und wurde dort zum Ritter vom Heiligen Grab geschlagen[34]
- Kuno von Stöffeln (* vor 1365; † 19. Oktober 1411), Bruder des Heinrich, von 1379 bis zu seinem Tod Fürstabt in St. Gallen[35]
- Elisabeth („Bethe“) von Stöffeln, 1381 Klosterfrau im Dominikanerinnenkloster Offenhausen[36]
- Simon von Stöffeln (* um 1420/30; † zw. 1463 und 1469), Freiherr zu Justingen, ⚭ 6. Dezember 1451 Margaretha von Fürstenberg († vor 12. November 1472)[37]. Simon von Stöffeln ist von 1428 bis 1463 auf Burg Justingen als Hauptmann der Gesellschaft des St. Jörgenschildes belegt[38]
- Margaretha von Stöffeln geb. von Fürstenberg († vor 12. November 1472) ⚭ 6. Dezember 1451 Simon von Stöffeln zu Justingen, eventuell begraben im Kloster Wiblingen[39]
- Heinrich Onarg von Stöffeln († 1515 in Nagold), 1515 Obervogt in Balingen; letzter männlicher Vertreter der Familie „von Stöffeln“
- Johannes Stöffler (* 10. Dezember 1452, † 16. Februar 1531), Astronom, Mathematiker, Astrologe, Professor für Astronomie an der Universität Tübingen

## Wappen

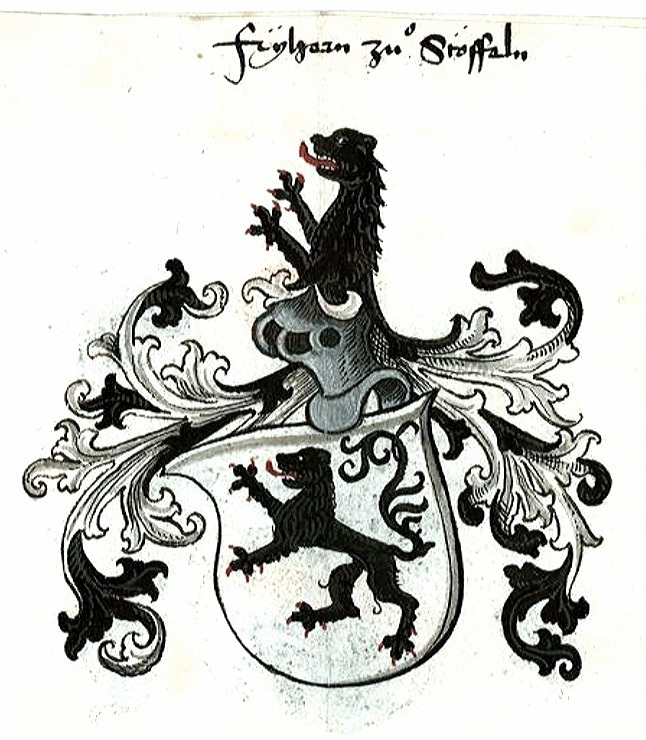
Wappen derer von Stöffeln (1535)

Das Wappen der Edelfreien von Stöffeln zeigt einen aufrechten schwarzen, nach heraldisch rechts blickenden Löwen, rot bewehrt und bezungt, in weißem (silbernen) Feld. Der Helm mit schwarz-silberner Helmdecke weist als Helmzier einen nach rechts blickenden wachsenden schwarzen Löwen auf. Eine Darstellung um 1480–90 zeigt als Zusatz der Helmzier den Löwen bekrönt, und die Krone mit zwei Straußenfedern besteckt.
Eine frühere Darstellung des Wappens von 1361 zeigt für die Herren von Stoffeln/Stöffeln noch keinen vollständigen Löwen, sondern nur drei rote Löwenpranken. Dieses ältere Wappen taucht jedenfalls bereits im Jahr 1361 in einer Urkunde auf. Das Original dieser Urkunde wird im Archivio di Stato di Mantova aufbewahrt. Ungewöhnlich und wohl einzigartig an der großformatigen Urkunde ist, dass sie nicht nur mit den Siegeln, sondern auch mit farbig ausgeführten Wappen der Ritter versehen ist, so wie sie sie im Krieg führten. Das Wappen mit den drei rote Löwenpranken trug der Ritter Friedrich von Stofflen.